# Hermann Proebst
Hermann Proebst (* 25. Februar 1904 in München; † 15. Juli 1970 ebenda) war ein deutscher Journalist.

## Leben

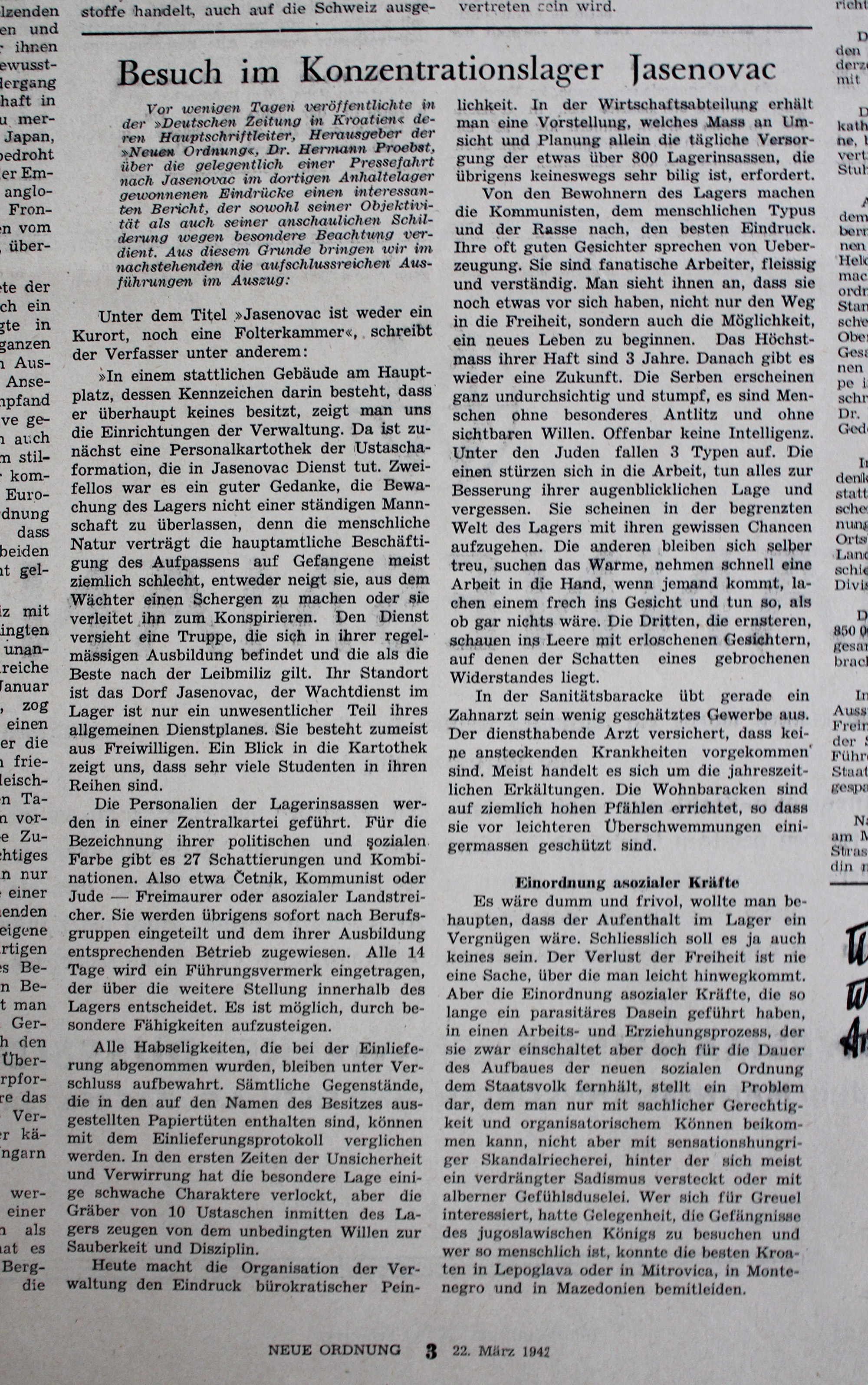
Artikel aus der Wochenzeitung „Neue Ordnung“ 22. März 1942, Zagreb. Proebst schildert seine Eindrücke einer Pressefahrt ins KZ Jasenovac

Neben dem Studium der Geschichte und Germanistik in München, Köln und Berlin arbeitete Proebst am Institut für Zeitungswissenschaft in Köln, besuchte Vorlesungen an der Hochschule für Politik in Berlin, setzte seine Studien seit 1926 in Großbritannien und den USA fort und kam 1929 zum Rundfunk. Seit 1930 arbeitete er für die Berliner Funkstunde, war später Referent für die Sendungen der aktuellen Abteilung des Reichssenders Berlin und wurde Leiter des Zeitfunks. 1936 schied Proebst aus. Danach arbeitete er einige Zeit als Schriftsteller. Er holte dazu sich das Plazet der Reichsschrifttumskammer und veröffentlichte einige Bücher.
Im April 1941 ging Proebst im Gefolge der Wehrmacht in das von den Deutschen aufgelöste Königreich Jugoslawien, wo er in Zagreb, der Hauptstadt des neuen faschistischen Ustaschastaates Unabhängiger Staat Kroatien (kurz USK), für die deutsche Propaganda bzw. Besatzungspolitik tätig war. Proebst wurde unter anderem Herausgeber der in Zagreb beheimateten Wochenzeitung „Neue Ordnung“. Gleichzeitig war er Hauptschriftleiter der in Zagreb erscheinenden Deutschen Zeitung. Zu seinen Tätigkeiten gehörte auch die Inaugenscheinnahme des von der Ustascha nach deutschem Vorbild betriebenen Konzentrationslagers KZ Jasenovac. Das Konzentrationslager Jasenovac war eine der großen Vernichtungsstätten des Zweiten Weltkriegs. Bis 1945 kamen dort etwa 70 000 Serben, Juden, Roma und kroatische Kommunisten gewaltsam ums Leben. Da das kroatische Ustasa-Regime nicht über Gaskammern verfügte, wurde in Jasenovac oft in Handarbeit getötet, mit Beilen und Messern. In einem Artikel in der FAZ werden 2013 von Michael Martens unter anderem die folgenden Äußerungen berichtet:

„dass Jasenovac kein Sanatorium sei, aber
auch keine Folterkammer..., und dass Proebst das KZ lobe, da es nicht nur zur Ausschaltung
gefährlicher Gegner beitrage, sondern auch den produktiven Einsatz ‚ansonsten
unproduktiver Rassen (wie Juden)‘ ermögliche...“

Laut dem Historiker Alexander Korb, der an der University of Leicester derzeit eine Habilitationsschrift über Hermann Proebst und das Medienmilieu im Deutschland der Nachkriegszeit schreibt, verkörpert Proebst „die intellektuelle Kooperation der Faschisten im besetzten Europa“.
Ab 1946 war Proebst außenpolitischer Redakteur der Rheinischen Zeitung in Köln, kam 1947 als Leiter des Presse- und Informationsamtes der Bayerischen Staatskanzlei nach München und trat 1949 als Leiter des innenpolitischen Ressorts in die Redaktion der Süddeutschen Zeitung ein. 1960 übernahm Proebst als Nachfolger Werner Friedmanns die Chefredaktion der Süddeutschen Zeitung, die er bis zu seinem Tod innehatte.
1966 erschienen seine Memoiren Denk ich an München – Ein Buch der Erinnerungen.
Er war Mitglied der katholischen Studentenverbindung KDStV Aenania München im CV.

## Schriften (Auswahl)
- William Pitt : Begründer der britischen Macht. Verlagshaus Bong, Berlin 1938.
- Die Brüder – Friedrich der Große, August Wilhelm, Heinrich Ferdinand. Taten und Schicksale der Söhne des Soldatenkönigs.  Verlagshaus Bong, Berlin 1939.
- Heuss – Eine Bildbiographie. Kindler, München 1959.
- Einleitung [zu Bismarck: Gedanken und Erinnerungen]. In: Bismarck: Gedanken und Erinnerungen (= Goldmanns Gelbe Taschenbüchern Bd. 861/862/863). Wilhelm Goldmann Verlag, München o. J., S. 6–13.
- Durchleuchtete Zeit – Politische und historische Betrachtungen eines  Journalisten. Zum 25. Februar 1969. Hrsg. von Hans Schuster, Süddeutscher Verlag, München 1969.
- Die deutsche Frage oder Die Unruhe Europas – Rückschau auf 150 Jahre deutscher Geschichte. Vortrag zum Festakt in der Bayerischen Staatsbibliothek München am 29. Mai 1969, 75 Jahre Paul List Verlag. List, München 1969.